# Les Filles d'Avril
Pour plus de détails, voir Fiche technique et Distribution.
Les Filles d'Avril (Las hijas de Abril) est un film mexicain réalisé par Michel Franco, sorti le 2 août 2017 dans les salles françaises. Il s'agit du quatrième long-métrage de Michel Franco et la première expérience cinématographique de l'actrice Ana Valeria Becerril.

## Synopsis
Valeria, une jeune femme de 17 ans, est enceinte de Mateo, un garçon de son âge. Elle vit à Puerto Vallarta au Mexique avec Clara, sa sœur de 34 ans et avec Mateo. Valeria ne souhaitait pas que leur mère espagnole, prénommée Avril, souvent absente, soit au courant de sa grossesse. Mais le coût et la responsabilité de l'arrivée d'un enfant dans la maison décide Clara à l'appeler. Avril arrive au Mexique et s'installe chez ses filles, apparemment désireuse de les aider. Mais avec l’arrivée du bébé, son comportement change et les réticences de Valéria à lui demander de l’aide se justifient de plus en plus. Avril, à la vue des difficultés que sa fille semble avoir à endosser son rôle de mère, estime que le jeune couple n'est pas prêt psychologiquement pour assumer cet enfant. Elle élabore alors un plan.

## Fiche technique
- Titre : Les Filles d'Avril
- Titre original : Las hijas de Abril
- Réalisation : Michel Franco[1]
- Scénario : Michel Franco
- Photographie : Yves Cape
- Pays d'origine :  Mexique
- Genre : drame
- Date de sortie : 2017

## Distribution
- Emma Suárez : Abril, la mère
- Joanna Larequi : Clara, la fille ainée d'Avril
- Ana Valeria Becerril[2] : Valeria, la fille cadette d'Avril, et mère du bébé
- Enrique Arrizon : Mateo, le copain de Valeria
- Hernán Mendoza : Gregorio, le père de Mateo
- Ivan Cortes : Jorge, l'employé de Century 21

## Distinctions

### Récompenses
- Festival de Cannes 2017 : prix spécial du jury Un certain regard